# Manuel Ferreira de Almeida
Manuel Ferreira de Almeida führte von 1706 bis 1708 und nochmals 1714 bis 1715 die Kolonialverwaltung von Portugiesisch-Timor und Solor.
In der offiziellen Liste der Gouverneure der Kolonie wird Almeida nicht aufgeführt. Vermutlich handelt es sich bei ihm um einen Topasse und Rivalen des Capitão-Mor und Führer der Topasse, Domingos da Costa, der ihm nach seinem Tod 1715 bei der Oberhoheit über die portugiesischen Besitzungen auf den Kleinen Sundainseln folgte.
Einer anderen Quelle zufolge soll Manuel Ferreira de Almeida als offizieller Gouverneur 1706 auf Timor eingetroffen sein, stieß aber auf Ablehnung durch den angesehenen und einflussreichen Bischof Manuel de Santo António. Nach dieser Quelle starb Almeida kurz nach seiner Ankunft.